# Alchisme cultellata
Alchisme cultellata er en insektart som blev beskrevet af Creão-Duarte og Albino Morimasa Sakakibara i 1997. Alchisme cultellata indgår i slægten Alchisme, og familien skjoldcikader. Der kendes ingen underarter.